# Sölden
Sölden je obec v Rakousku ve spolkové zemi Tyrolsko v okrese Imst. Nachází se v údolí Ötztal v nadmořské výšce 1368 m. Sölden je známé horské turistické a sportovní středisko, které je schopné pojmout 15 000 turistů a ročně pojme na dva milióny hostů. Je také známé z inauguračních závodů Světového poháru v alpském lyžování na ledovci Rettenbach.
V obci žije přibližně 3 000 obyvatel.

## Geografie
Rozlohou 467 km² je Sölden největší obcí v Rakousku. Území obce se rozkládá od zelených ploch zadního Ötztalu až po vysoké rozvodí na jihu, které dnes tvoří státní hranici s Itálií (Jižní Tyrolsko). Na 146 km² se rozkládá ledovec, 321 km² pokrývají vrcholy, vysokohorské pastviny a lesy a jen asi 1 km² tvoří zemědělská půda. Z celkové rozlohy území tvoří 21,6 % alpské louky, 7,4 % lesy a 69 % vysokohorské oblasti, osídleno je jen 1,2 % území. Sölden byl jednou z mála obcí, které profitovaly z nového vymezení hranic po skončení první světové války, kdy k předchozí rozloze asi 120 km² přibylo dalších asi 120 km². Nejvyšší bod obce představuje vrchol Wildspitze ve výšce 3768 m n. m.

### Části obce
V katastrálním území Söldenu se nachází pět obcí (počet obyvatel k 1. lednu 2023):
- Gurgl (424)
- Heiligkreuz (121)
- Sölden (2257)
- Vent (133)
- Zwieselstein (152)

#### Sölden
Původně malá vesnice Sölden se spolu s dalšími vesnicemi rozrostla v uliční vesnici, která je zároveň turistickým centrem obce s hotely, restauracemi a penziony.
Lanovka na Gaislachkogel začíná na jihu Söldenu v nadmořské výšce 3058 metrů. Ze söldenské čtvrti Pitze odbočuje 13 km dlouhá Ötztalská ledovcová silnice, která spojuje nejvýše položeným tunelem v Alpách Rosi Mittermaier, lyžařská střediska na ledovcích Rettenbach a Tiefenbach.

Hotelová osada Hochsölden se nachází nad údolím ve výšce asi 2083 m n. m. a je s údolím spojena silnicí a lanovkou. Nad Hochsöldenem se nachází lyžařský areál Giggijoch. Berghof se nachází v nadmořské výšce 1435 m severně od Rettenbachu, přímo nad centrem Söldenu.

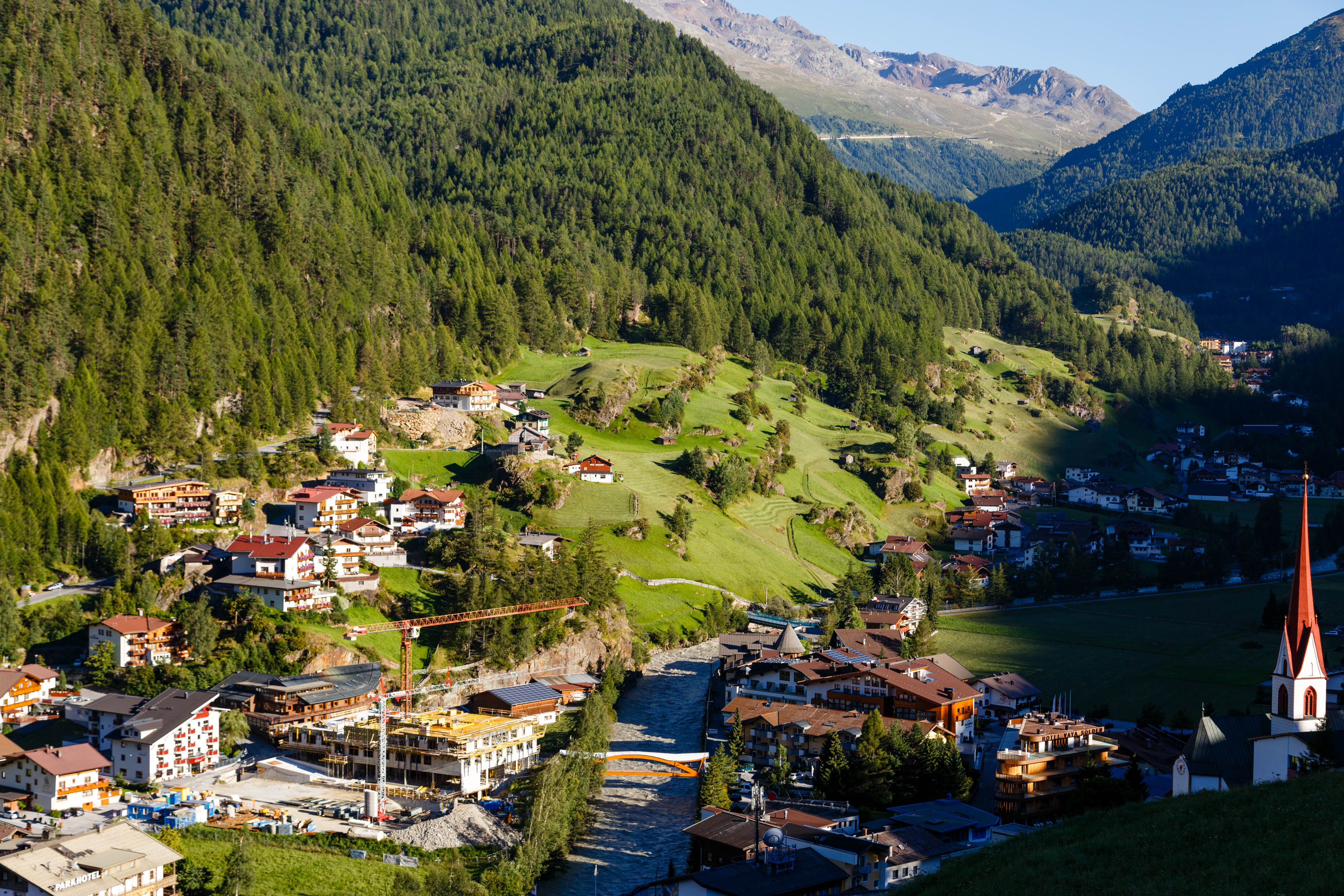
Sölden v Ötztalu
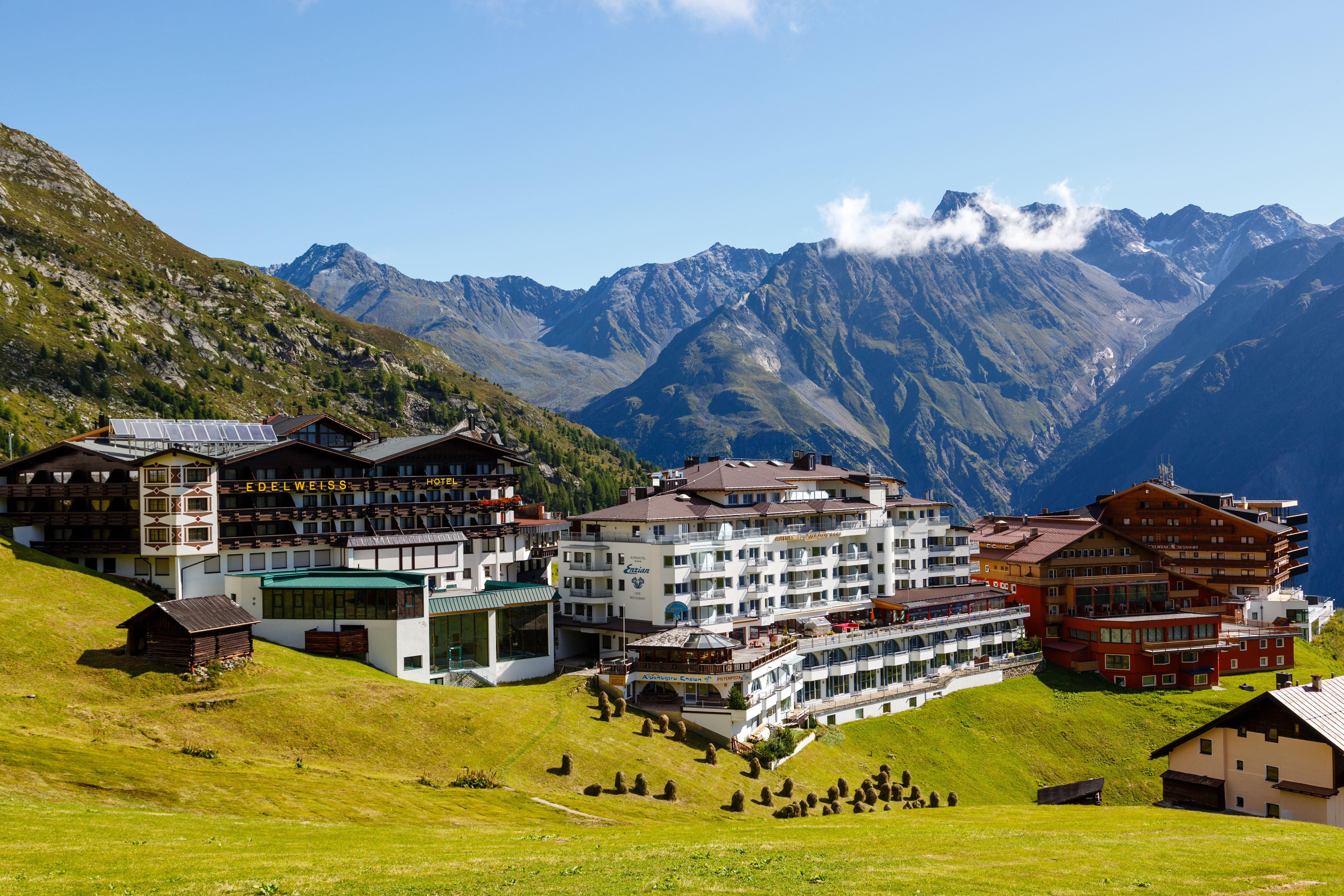
Hochsölden v létě
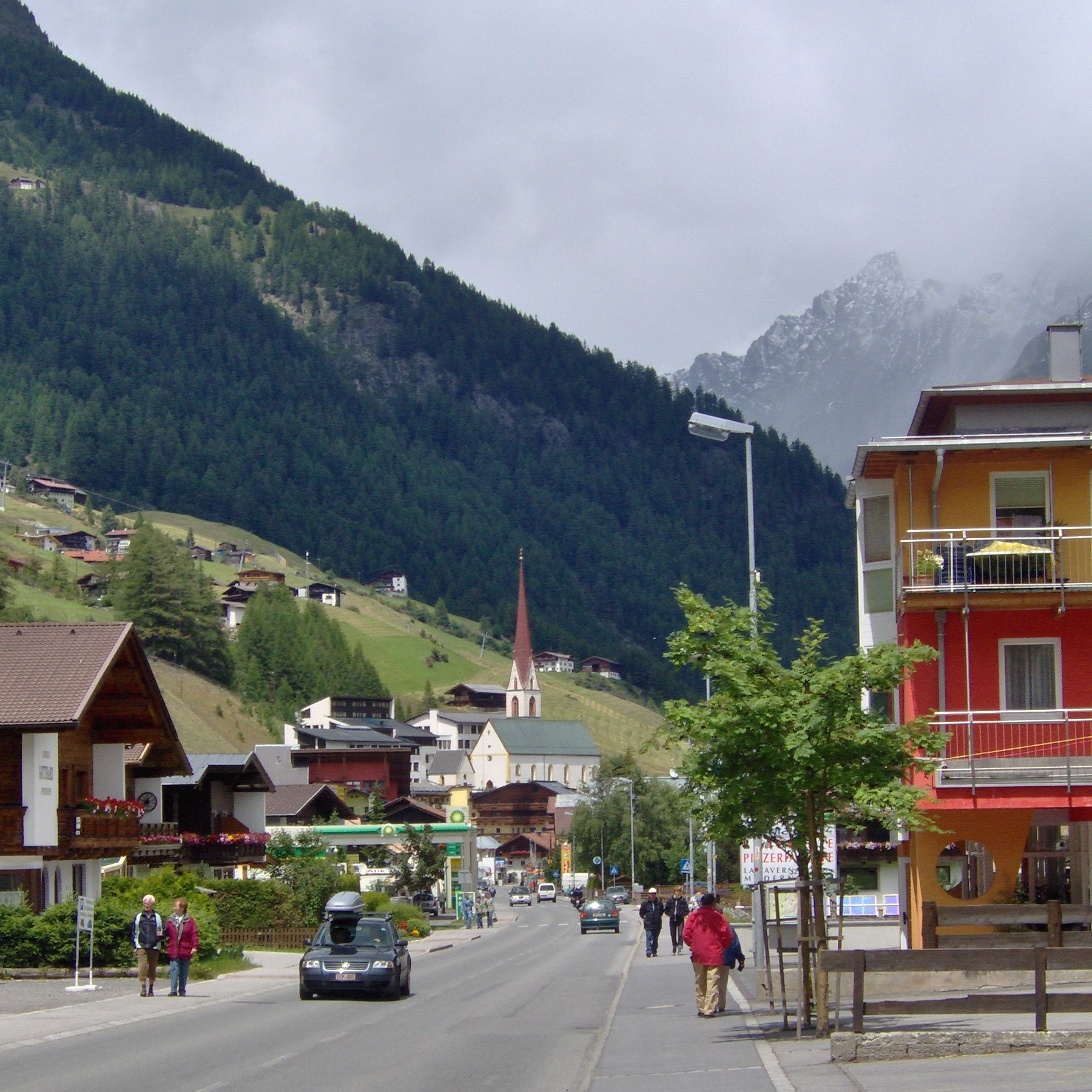
Pohled na centrum v Söldenu
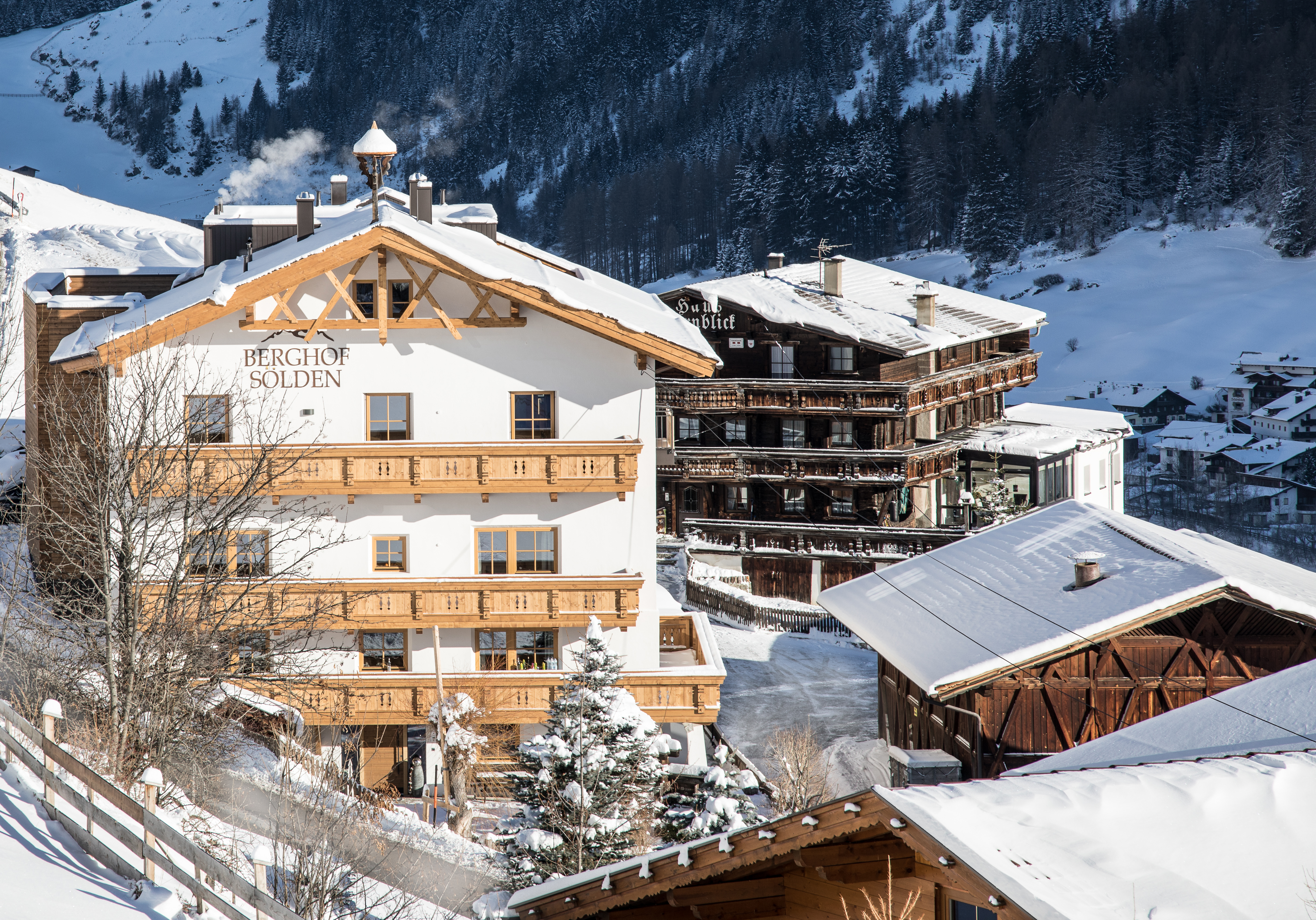
Berghof v Söldenu

#### Gurgl

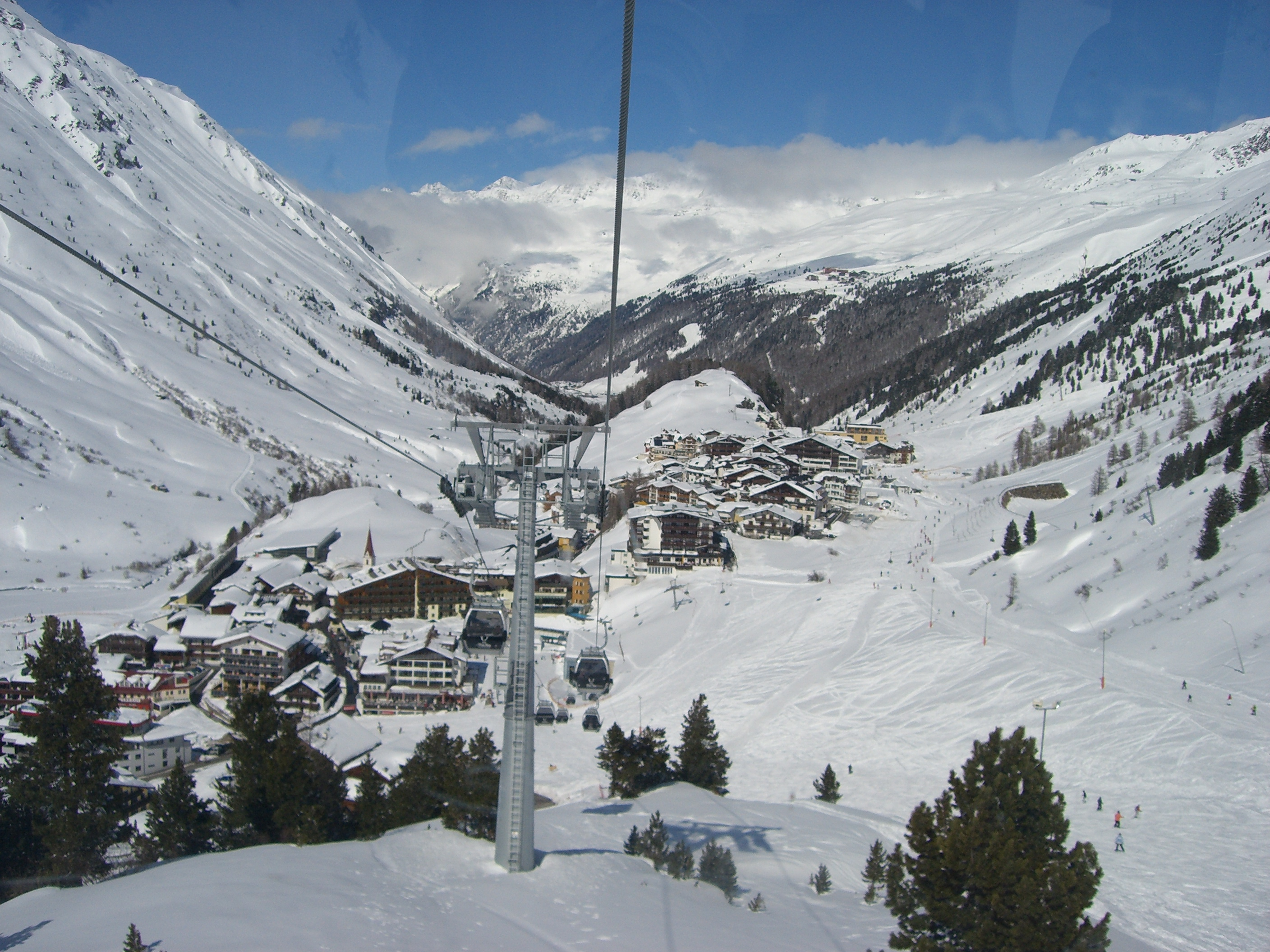
Obergurgl v zimě

Na konci údolí Gurgler leží Obergurgl, s nadmořskou výškou 1930 m nejvýše položená církevní obec v Rakousku, která je stejně jako hotelová osada Hochgurgl významnou oblastí zimních sportů (nadmořská výška lyžařského střediska od 1800 do 3080 m). V Obergurglu se nachází univerzitní centrum, konferenční a eventové centrum Univerzity Innsbruck.
Obergurgl se stal známějším, když 27. května 1931 na hoře Gurgler Ferner nouzově přistál stratosférický balon švýcarského fyzika a badatele Augusta Piccarda. Na Piccardovu počest byl v Obergurglu v roce 1989 postaven pomník, který toto přistání připomíná.
Hochgurgl v nadmořské výšce 2150 m n. m. je hotelová osada při silnici na Timmelsjoch. Lyžařský areál Hochgurgl je spojen s lyžařským areálem Obergurgl lanovkou. Z nejvyššího bodu lyžařského střediska Wurmkogelu (3082 m n. m.) se naskytne komplexní výhled na hory severního a jižního Tyrolska.

#### Heiligkreuz
Heiligkreuz ve výšce 1712 m n. m. tvoří několik skupin domů roztroušených v údolí Venter Tal v délce 8 km. Od roku 1956 se zde neustále rozšiřuje silniční spojení do Ventu, které je zabezpečeno protilavinovými galeriemi. Na rozdíl od ostatních částí Söldenu není Heiligkreuz příliš rozvinutý z hlediska cestovního ruchu.

#### Vent

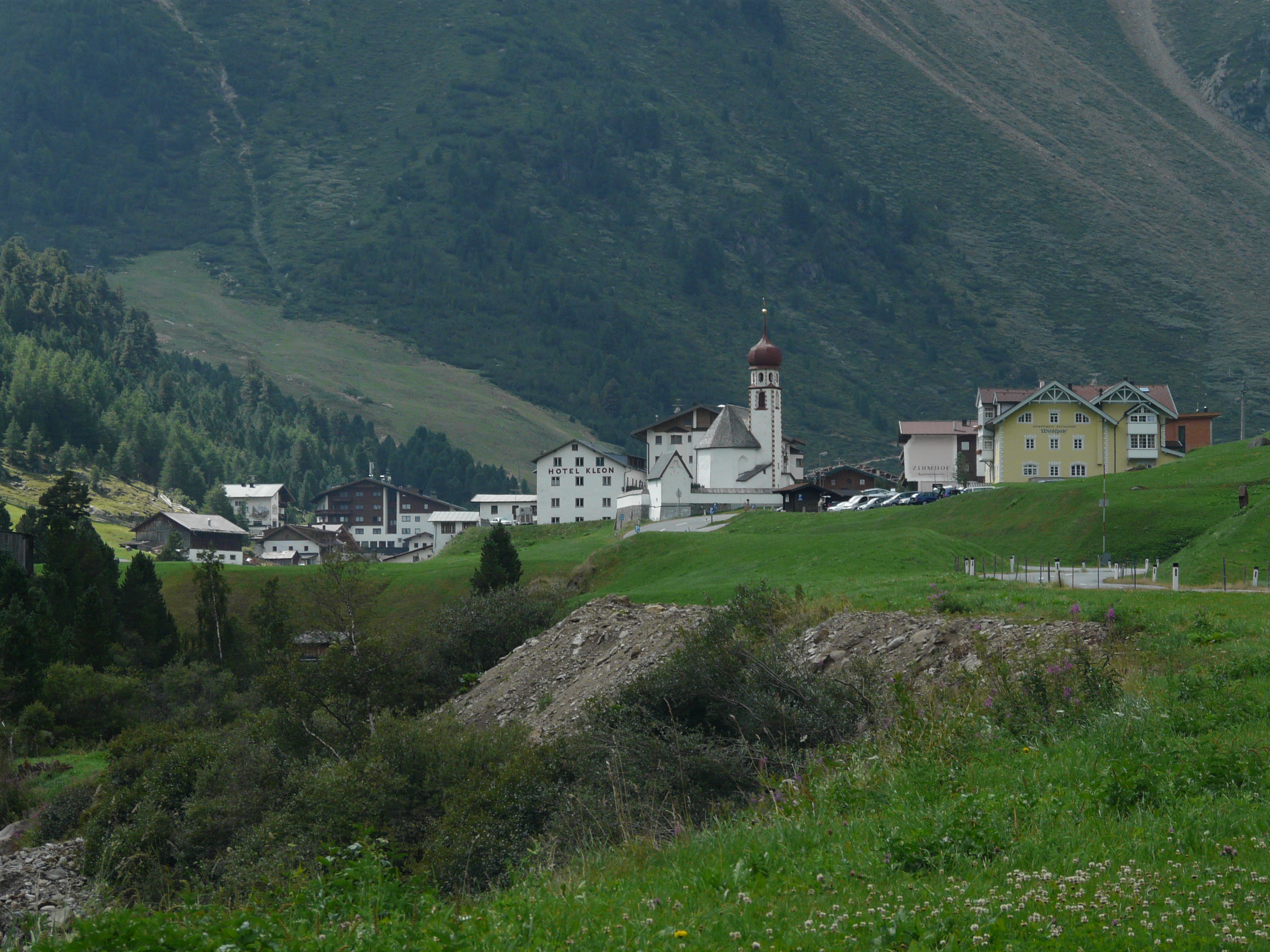
Vent

Obec Vent leží v nadmořské výšce 1895 m v zadní části údolí Venter Tal. Za ním se nachází ve výšce 2011 m n. m. Rofenhöfe, nejvýše položené trvale obydlené horské farmy v Rakousku.

#### Zwieselstein
U Zwieselsteinu se zadní Ötztal rozděluje ("zwieselt") na údolí Venter Tal a Gurgler Tal. Tato obec si částečně zachovala vesnický ráz se starými dřevěnými domy. První písemná zmínka o obci je z roku 1269, kde je uváděna jako Twiselsteyn. Obec je také známá jako etapový cíl na evropské dálkové turistické trase E5, která byla otevřena v roce 1972.

### Sousední obce
Obec sousedí
| St. Leonhard im Pitztal                   | Längenfeld       | Neustift im Stubaital     |
| Kaunertal                                 |                  | Ratschings (Itálie)       |
| Graun im Vinschgau (Itálie) Mals (Itálie) | Schnals (Itálie) | Moos in Passeier (Itálie) |

## Sport
Sölden je jedním z větších lyžařských středisek v Rakousku díky ledovci Rettenbach. Lyžařská sezona zde prakticky nekončí. Sölden nabízí množství tras jak pro začínající, tak i pro zkušené lyžaře.
Lyžařské terény jsou vybavené 35 typy výtahů, od lyžařských vleků po kabinové lanovky. Sölden nabízí 146 km lyžařských tras (62 km červených tras, 51 km modrých, 27 km černých a 6 km běžeckých tras).

## Lavina
V poledne 3. dubna 2009 lavina strhla šest lyžařů. Svědci viděli lavinu na svahu hory Schalfkogel a informovali záchranné stanice. Zachranáři se nemohli dostat na místo tragédie z důvodu nepříznivého počasí. Nový pokus byl proveden za pomocí helikoptéry a po několika hodinách pátrání byly nalezeny ostatky těl.